# 刘会莲
刘会莲（1965年—），陕西合阳人，汉族，中华人民共和国政治人物、第十一届全国人民代表大会陕西地区代表。
担任陕西省合阳县甘井镇同堤坊村党支部书记。毕业于中央农业广播学校农业专业，是中共党员。2008年起担任全国人大代表。